# Kościół św. Bartłomieja w Rogach
Kościół św. Bartłomieja w Rogach – drewniany rzymskokatolicki kościół parafialny pw. św. Bartłomieja, zbudowany w 1600, znajdujący się w miejscowości Rogi.
Kościół włączono do podkarpackiego Szlaku Architektury Drewnianej.

## Historia
Data budowy kościoła jest niepewna. Powstał prawdopodobnie w 1600, choć przypuszcza się, że mógł powstać w XV w., ponieważ pierwsza informacja o kościele pochodzi z 1462. Przetrwał najazd Tatarów w 1624. Na początku XVIII dobudowano do sanktuarium, w miejsce drewnianej, murowaną zakrystię ze skarbczykiem na piętrze. W czasie remontu w 1756 powiększono otwory okienne i wykonano polichromię. Kościół gruntownie przebudowano w latach 1886–1888. Przedłużono wtedy nawy, wybudowano nową wieżę, dobudowano kruchtę od południa i zmieniono konstrukcję dachu. Z 1888 pochodzi polichromia w nawie autorstwa Michała Hornialkiewicza. W 1908 wymieniono gont na blachę. W 1931 Włodzimierz Lisowski z Sanoka wykonał polichromię w prezbiterium. Remontowany w latach 1966–1967. Kapitalny remont drewnianych elementów kościoła przeprowadzono w latach 2010–2013. Podczas prac konserwatorskich w 2021 na ścianie wschodniej prezbiterium, odsłonięto polichromie pochodzące prawdopodobnie z 1600 roku.

## Architektura i wyposażenie
Kościół jest orientowany, wzniesiony w konstrukcji zrębowej, trójdzielny. Prezbiterium mniejsze od nawy, zamknięte trójbocznie, z zakrystią murowaną od północy. Wieża, słupowo-ramowej, z kruchta w przyziemiu, o ścianach pochyłych ku górze z izbicą, zwieńczoną baniastym hełmem. Dach nad nawą i prezbiterium dwukalenicowy, z sześcioboczną wieżyczką na sygnaturkę, zwieńczona baniastym hełmem z latarnią i cebulastą kopułką. Pokrycie gontowe. Ściany oszalowane.

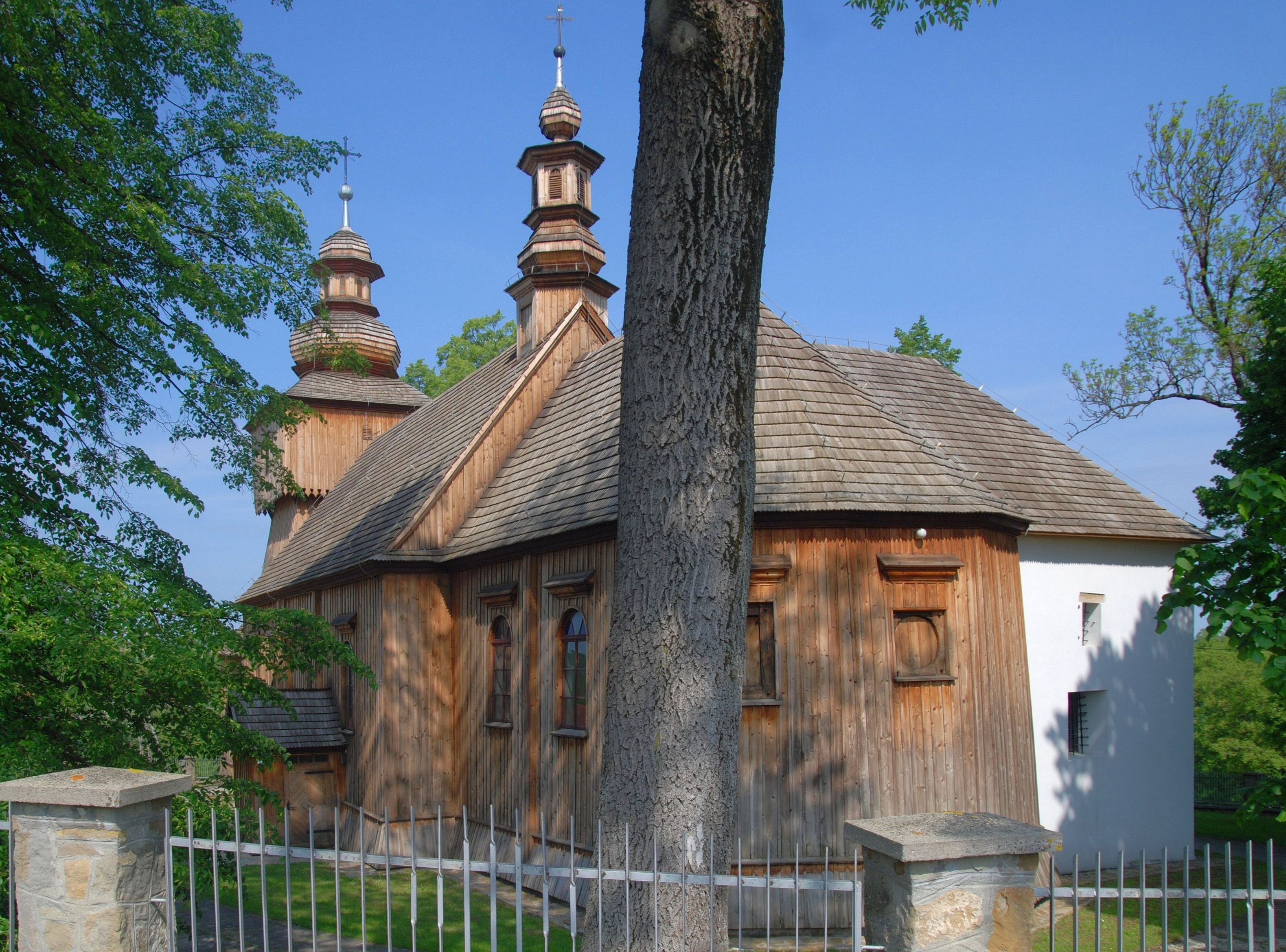
Widok strony od prezbiterium
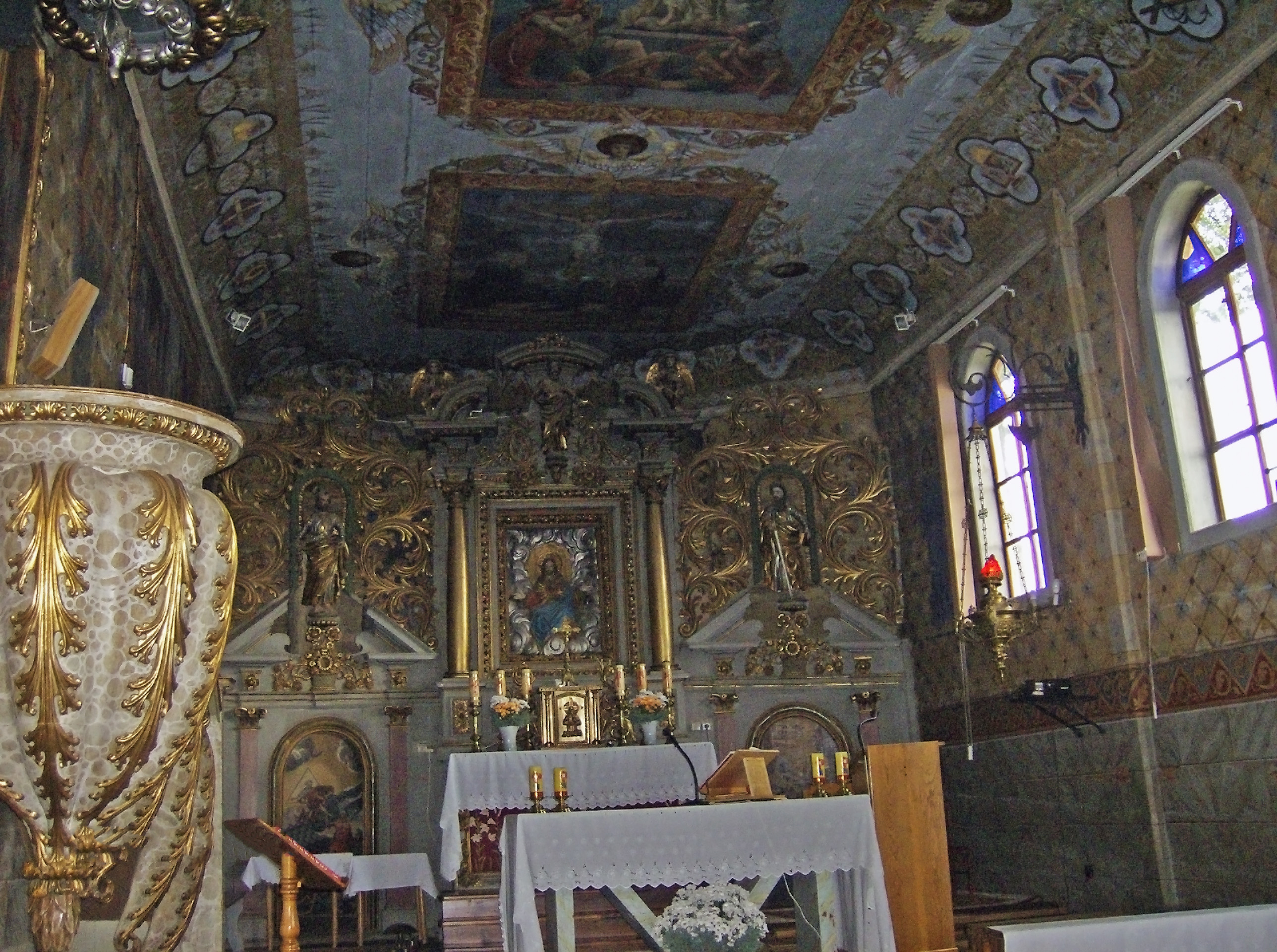
Wnętrze
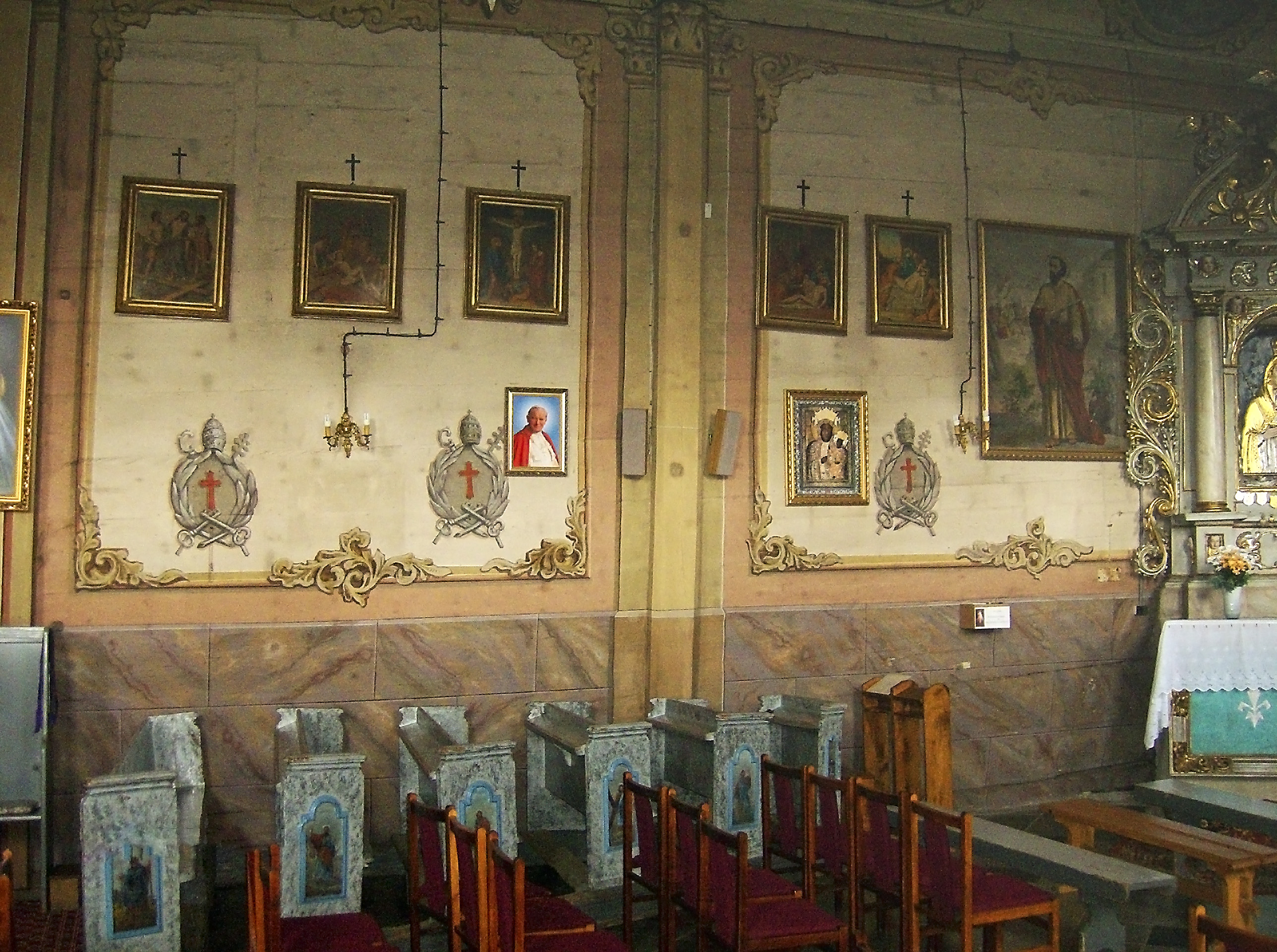
Wnętrze

Wewnątrz stropy płaskie z fasetą, w zakrystii sklepienie kolebkowe na gurtach. Polichromia w nawie w postaci pasów ornamentu i plakiet z malowidłami figuralnymi, a w prezbiterium figuralna. Bogate barokowe i późnobarokowe wyposażenie wnętrza z XVII i XVIII w.:
- ołtarz główny z XVIII w. z dwustronnym obrazem Piety i Matkę Boską z 1904
- dwa ołtarze boczne, w jednym z nich tabernakulum z płaskorzeźbą
- ambona, o korpusie w kształcie owocu granatu z obrazem Wniebowstąpienia
- chrzcielnica, z czarnego marmuru w kształcie kielicha, z puklowaną czarą
- konfesjonał, zdobiony malowidłami ze scenami spowiedzi
- ławki, zdobione wizerunkami apostołów i przedstawicielami różnych stanów[2][3]